# Schildomyia vittithorax
Schildomyia vittithorax är en tvåvingeart som beskrevs av Malloch 1926. Schildomyia vittithorax ingår i släktet Schildomyia och familjen tickflugor. Inga underarter finns listade i Catalogue of Life.